# Le Livre d'Urantia
 (mai 2016).

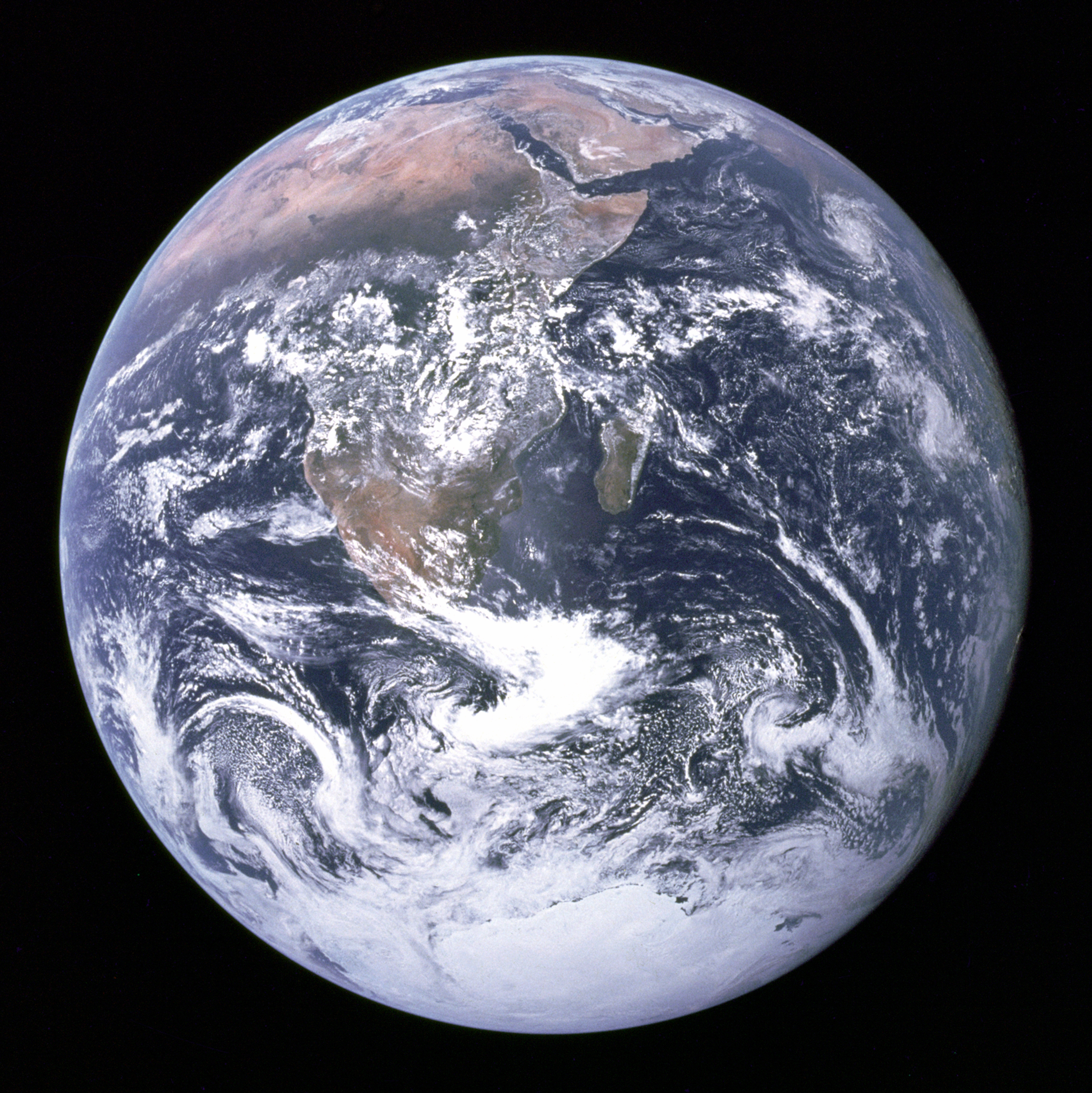
La Terre est appelée « Urantia » dans Le Livre d’Urantia.

Le Livre d'Urantia (également connu sous le nom de Cosmogonie d'Urantia) est un ouvrage ésotérique qui aurait été écrit à partir de 1924. Il est publié en 1955, à 10 000 exemplaires, sans nom d'auteur. Il se présente comme l'œuvre de plusieurs inconnus, dont de prétendus « êtres célestes » dont le psychiatre William S. Sadler aurait recueilli les messages grâce à un sujet endormi parlant dans son sommeil. La Fondation Urantia, créée peu après, gère les droits d’auteur.

## Origine du livre
Le mot Urantia désigne la Terre. L'objectif du livre serait « de présenter et d'élargir des concepts avancés de vérité dans l'espoir d'étendre la conscience cosmique et la spiritualité de notre planète. »
Il expose des théories sur l'origine et le but de la vie, la place de l'Homme dans l'Univers, la relation entre Dieu et les hommes ainsi qu'une biographie détaillée de Jésus-Christ.
La Fondation Urantia a publié pour la première fois ce livre en 1955 en langue anglaise. Il y a eu, depuis, plusieurs traductions en différentes langues. Parallèlement, par le biais d'associations nationales, l'association internationale Urantia (UAI) fédère plus de 450 groupes de lecture à travers le monde.

## Présentation

### La5eRévélation d'Époque
Le Livre d’Urantia fut présenté comme la cinquième révélation de l’histoire de l’humanité (la première des révélations aurait eu lieu il y a 500 000 ans en Mésopotamie). C'est un texte monothéiste qui présente Dieu comme une personnalité absolue d’amour, architecte du temps et de l’espace, résident permanent d’un Paradis archétypal à la fois au centre de l’univers et hors de l’espace-temps, et « moniteur-guide » parfait habitant le mental de l’homme. Le livre fait également une large place à des personnages tels qu’Adam et Ève, Melchisédech et surtout Jésus, présenté comme un dieu-créateur fait homme.
Le livre est composé de 196 fascicules prétendument signés par des anges ou des êtres célestes et désigne la Terre sous le nom d'« Urantia ».
Tout en reconnaissant le rôle fondamental du christianisme dans la transmissions de certaines valeurs, le Livre d'Urantia en pointe l'« erreur fondamentale » : avoir institutionnalisé une religion à propos de Jésus (centrée sur le Christ, notamment à partir de Paul de Tarse, au lieu d'avoir proclamé la « religion de Jésus » (centrée sur le Père universel et la relation directe qu'il entretient avec chaque homme par la présence de l'« Ajusteur de pensée » résident dans son mental). Le livre demande qu'il soit fait une grande diffusion de son message sans pour autant fonder une religion institutionnalisée.
Ce livre traite également d'eugénisme tout en indiquant qu'il ne voit personne ayant autorité en la matière. L'eugénisme du Livre d'Urantia vise l'émergence progressive d'une « race supérieure métissée », hautement spirituelle, faite d'un savant mélange du meilleur des « races » actuelles.
De même, il prophétise la constitution d'une gouvernance mondiale et d'une langue universelle unique.

## Développement de l'ouvrage

### Les quatre parties
1. L'univers central et les superunivers
2. L'univers local
3. L'histoire d'Urantia
4. La vie et les enseignements de Jésus

### Les 5 Révélations d'Époques
Le Livre d'Urantia se présente comme la cinquième révélation d'époque, c'est-à-dire historique et collective, en complément des révélations personnelles et continues que permet la présence divine (l'Ajusteur de pensée) dans le mental de l'homme. Il prétend s'inscrire dans un cycle permanent de révélations, et serait donné pour un millénaire. Cette échéance pourrait correspondre au retour sur Terre de Machiventa Melchisedech, comme Prince ou Vice-Prince planétaire.
D'après l'ouvrage, les cinq révélations d'époques se succédèrent comme suit :
1. La cité de Dalamatia, en Mésopotamie, résidence du Prince planétaire, il y a 500 000 ans ;
2. Adam et Ève, dans leur jardin d'Éden, au large du Levant, il y a environ 40 000 ans ;
3. Machiventa Melchisédech, le Sage de Salem, en Terre d'Israël, il y a 4 000 ans ;
4. Joshua ben Joseph (Jésus de Nazareth), en Terre d'Israël, il y a 2 000 ans ;
5. Le Livre d'Urantia, révélé en 1934 à Chicago et publié en 1955.

### Le symbole des trois cercles concentriques

Infinité, éternité et universalité de la Trinité du Paradis

D'après l'ouvrage, le symbole des trois cercles concentriques caractérise le gouvernement trinitaire de toute la Création et signifie l'infinité, l'éternité et l'universalité de la Trinité du Paradis. Lors de l'épisode de la rébellion de Lucifer, cet emblème bleu d'azur sur fond blanc aurait figuré sur l'étendard autour duquel se rassemblèrent tous les fidèles de Dieu. Ce symbole aurait été plus tard porté par Machiventa Melchisédech, descendu sur Urantia pour diffuser la troisième révélation d'époque.
Aujourd'hui, ce symbole est une marque déposée de la Fondation Urantia, dépositaire du texte d'origine.

### Les «auteurs»: le sujet endormi et les êtres célestes
Le Dr William S. Sadler aurait recueilli les messages délivrés par un sujet endormi parlant dans son sommeil, le sleeping subject. Selon Sadler, qui dénonce par ailleurs le spiritisme, ces manifestations n'auraient rien de commun avec les cas d'états de conscience modifiés qu'il étudiait jusque-là. Une poignée de volontaires, connue sous le nom de Commission de contact, se serait alors réunie sous la férule du psychiatre pour transcrire le Livre d'Urantia. Le nom des personnes impliquées dans le projet n'aurait pas été révélé afin d'éviter d'idolâtrer ces personnes.
L’ouvrage A history of the Urantia papers présente les auteurs véritables de ce livre comme des « êtres célestes ». Selon les sympathisants du mouvement, le choix des mots et de la syntaxe ne serait pas de source humaine, les corrections grammaticales et de ponctuation étant la seule intervention humaine lors de l'élaboration du texte.
Une phase de transcription se serait déroulée entre 1911 à 1924, reportée dans 96 fascicules, suivis par des commentaires et d'autres fascicules jusqu’au 31 mai 1942, jusqu'à un total de 196 fascicules.
La Fondation Urantia est créée et gère les droits d’auteur. La première édition du livre date du 12 octobre 1955. Le livre est publié à 10 000 exemplaires. Il a été traduit en français en 1961 sous le nom de Cosmogonie d'Urantia par Jacques Weiss puis la fondation Urantia a publié une traduction révisée et corrigée du livre en 1996.

## Controverses
William S. Sadler (1875-1969), qui affirme avoir recueilli ces "révélations", est un médecin psychiatre américain de Chicago, pasteur évangélique et professeur de psychologie dans un séminaire de théologie[réf. nécessaire]. Il aurait été aussi vendeur de céréales à Battle Creek dans le Michigan, détective, chirurgien,[réf. nécessaire] grand orateur de la tournée de Chautauqua[Lequel ?], vulgarisateur des problèmes de santé dans des périodiques et auteur de 42 livres. Selon Tom Kendall, William S. Sadler avait un « complexe de grand homme ».
Le Livre d’Urantia a suscité des critiques portant principalement sur les points suivants:
1. principalement sur ses origines, marquées par le rôle "ambigu" qu'y joue le Dr William S. Sadler,
2. et corollairement sur la personnalité également "ambiguë" de celui-ci,
3. mais surtout sur le fond du message qui, partant de principes religieux, philosophiques ou scientifiques, aussi bien connus (ex.: la Bible) que complètement originaux ("la cité de Dalamatia, en Mésopotamie", qui aurait existé il y a 500 000 ans, "les êtres célestes", ...), les amalgame et en détourne les développements logiques parfois jusqu’à l’insolite voire le fantastique,
4. sur des considérations eugénistes, voire de darwinisme social, et une analyse différentialiste des origines biologiques de l'humanité, qui, sans constituer le cœur et l'objectif religieux de l'ouvrage, et quoique contrebalancés par des allégations spirituelles, apparaissent dans certains développements intermédiaires relatifs à l'évolution de l'humanité et des civilisations sur le temps long,
5. enfin, sur les droits d’auteur qui firent l’objet de plusieurs procès intentés aux États-Unis contre la Fondation Urantia qui s'est instituée dépositaire et protectrice du manuscrit (le texte d’origine).

Le livre Urantia: the great cult mystery, du sceptique Martin Gardner, conteste l'origine du livre d'Urantia. Il affirme que la Commission de contact était formée d'anciens adventistes du septième jour. Il suppose que l'écriture du Livre d'Urantia s'opéra au moyen de Wilfred Custer Kellogg, beau-frère du Dr Sadler. Par contre l'identité de l'hypothétique homme de contact n'a jamais été révélée.

## Influence culturelle

### Karlheinz Stockhausen
Selon la fondation Urantia, le compositeur allemand Karlheinz Stockhausen se serait inspiré du Livre d'Urantia pour quelques éléments de son cycle de sept opéras Licht. Les emblèmes de l'archange Michel, d'Ève et de Lucifer proviennent du Livre d'Urantia qu'il avait acheté lors de son concert avec le Philharmonique de New York en 1971.
À la fin de sa vie, il composa une série de pièces (21 achevées sur 24 prévues) inspirées des 24 heures de la journée sous le nom de Klang parmi lesquelles :
- Havona pour basse et musique électronique,
- Orvonton pour baryton et musique électronique,
- Uversa pour clarinette ténor et musique électronique,
- Nebadon pour cuivre musique électronique,
- Jerusem pour ténor et musique électronique,
- Urantia pour soprano et musique électronique,
- Edentia pour saxophone soprano et musique électronique,
- Paradis pour flûte et musique électronique[12].

### Neuraxis
Le groupe de métal-extrême québécois Neuraxis traite ouvertement du Livre d'Urantia dans ses paroles de chansons sur les albums Truth beyond... (2003) et Trilateral progression (2005).

### Jimi Hendrix
- Jimi Hendrix (1942–1970): "Jimi avait toujours avec lui un exemplaire du livre d'Urantia, une Bible alternative, ainsi que Bob Dylan songbook et disait qu'il apprenait beaucoup avec ce livre." [lire en ligne] Cross, Charles R. (2005). Room Full of Mirrors: A Biography of Jimi Hendrix. Hyperion Books. p. 307. Page 445 de la version française, L'expérience des limites.

#### Ouvrages critiques
- (en) Martin Gardner, Urantia : the great cult mystery, Prometheus book, 1995.
- (fr) Jean Vernette et Claire Moncelon, Dictionnaire des groupes religieux aujourd'hui, Puf, 2001.